# Mistrovství světa v para hokeji 2025
Mistrovství světa v para hokeji 2025 je 14. mistrovství světa v para hokeji, které se koná v americkém městě Buffalo ve státě New York. Jde o čtvrté para hokejové mistrovství světa konané v USA.

## Kvalifikované týmy
- Kanada
- USA
- Česko
- Čína
- Jižní Korea
- Slovensko
- Norsko
- Německo